# PGC 213905
LEDA/PGC 213905 ist eine Zwerggalaxie im Sternbild Großer Bär am Nordsternhimmel, die schätzungsweise 155 Millionen Lichtjahre von der Milchstraße entfernt ist. Gemeinsam mit NGC 3958 bildet sie ein gravitativ gebundenes Galaxienpaar.